# El diablo enamorado (ballet)
El diablo enamorado (en francés Le Diable amoureux), también conocido como Satanella o Love and Hell, es un ballet pantomima en tres actos y ocho escenas, originalmente coreografiado por Joseph Mazilier con la música de Napoléon Henri Reber y François Benoist. El libreto de Jules-Henri Vernoy de Saint-Georges se basa en una obra de 1772, de Jacques Cazotte, El diablo enamorado. La obra fue presentada por primera vez por el Ballet de la Real Academia de Música (Ballet de la Ópera de París) en París el 23 de septiembre de 1840, con Pauline Leroux (como Uriel), Mazilier (como Álvaro, en el ballet se llama Frederic) y Louise Fitz-James (como Lilia).

## El carnaval de Venecia
En 1857, Marius Petipa creó un pas de deux para la prima ballerina italiana Amalia Ferraris. La música fue un arreglo de Cesare Pugni de la pieza para violín de Nicolò Paganini conocida como Carnevale di Venezia (Op. 10). El pas de deux se tituló como Le Carnaval de Venise. Cuando Petipa realizó en 1866 una nueva versión de Le Diable amoureux, el pas de deux de Le Carnaval de Venise fue interpolado en el tercer acto del ballet, donde se mantuvo durante muchos años.

## Reposiciones

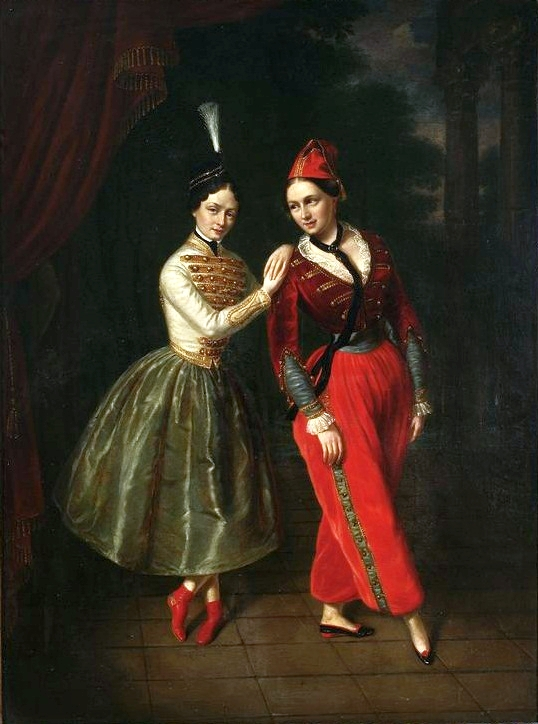
Las hermanas Strauss, Leila y Asmodée, 1853, por Jan Ksawery Kaniewski

Marius Petipa y Jean-Antoine Petipa realizaron una reposición de este ballet para el Ballet Imperial de Rusia bajo el título Satanella, con música orquestada y revisada por Konstantin Liadov. Presentado por primera vez 1848 en el Teatro Bolshói Kámenny, San Petersburgo. Los bailarines principales fueron Yelena Andreyanova como Satanella y Marius Petipa como el Conde Fabio.
En 1866 Petipa realizó una nueva versión para el Ballet Imperial con música adicional de Cesare Pugni. Presentado por primera vez 1866 en el Teatro Imperial Bolshoi Kamenny. Los bailarines principales fueron Praskovia Lebedeva, como Satanella, y Lev Ivanov como el Conde Fabio.
Una nueva versión de Petipa para el Ballet Imperial fue realizada en 1868, también con música adicional de Cesare Pugni. Fue presentado por primera vez en 1868 en el Teatro Imperial Bolshoi Kamenny. Los bailarines principales fueron Alexandra Vergina, como Satanella, y Lev Ivanov, como el Conde Fabio.
En 1897 Petipa trabajó una nueva reposición junto a Ivan Chliustin y Nicola Domashov para el Ballet Imperial. Presentado por primera vez en 1897 en el Teatro Bolshoi de Moscú.